# Grafo dual

O grafo G é dual de G', e vice-versa.

Non-iso dual graphs

Em teoria dos grafos, um grafo dual G'  de um grafo planar G é um grafo que tem um vértice por cada região (face)  de G, e uma aresta por cada aresta em G que une duas regiões adjacentes.

## Grafo autodual
Um grafo autodual é aquele que é isomorfo ao seu dual.

### Propriedades
Sendo dois grafos planares G=(V,E) e G'=(V',E'), cujos conjuntos de regiões sejam R e R' , respetivamente, tem-se:
- |E'| = |E|
- |V'| = |R|
- |R'| = |V|